# Remedy
«Remedy» es una canción de la banda sudafricana de metal alternativo Seether. Fue lanzado el 11 de abril de 2005 como el primer sencillo de su tercer álbum de estudio Karma and Effect (2005). Se convirtió en su primer sencillo en alcanzar el primer puesto en la lista Billboard Hot Mainstream Rock Tracks, bajando y recuperando el lugar durante un total de ocho semanas en el número uno.
La canción "Remedy" sirvió como tema principal del PPV SummerSlam 2005 de la WWE.

## Video musical
El video musical, dirigido por Dean Karr, muestra a la banda tocando en la cubierta de un barco que parece haber encallado con fans que fueron seleccionados a través de un concurso en el sitio web de la banda para aparecer en las aguas poco profundas de abajo. Se intercalan tomas del cantante Shaun Morgan vestido como un malvado pregonero de feria que lleva a un grupo de personas en "el viaje más aterrador del mundo". Al final del video, las personas que abordaron el barco emergen de un túnel, transformadas en esqueletos.

## Lista de canciones
| N.º | Título                   | Duración |  |
| 1.  | «Remedy»                 | 3:31     |  |
| 2.  | «Let Me Go»              | 3:24     |  |
| 3.  | «Remedy» (live acoustic) | 4:22     |  |
| 4.  | «Remedy» (music video)   | 3:27     |  |

## Posicionamiento en lista
| Lista (2005–2006)                    | Máxima posición |
| ------------------------------------ | --------------- |
| Australia (ARIA)                     | 42              |
| Canadá Rock Top 30 (Radio & Records) | 9               |
| Estados Unidos (Billboard Hot 100)   | 70              |
| Estados Unidos (Mainstream Rock)     | 1               |
| Estados Unidos (Alternative Airplay) | 5               |
| Estados Unidos Active Rock           | 1               |